# Ipernatriemia
L'ipernatriemia, o ipersodiemia, è un disturbo elettrolitico caratterizzato da un'elevata concentrazione di sodio nel sangue. Più precisamente si parla di ipernatriemia quando il sodio (natrium in latino) nel sangue si trova a concentrazioni superiori a 145 mmol/L. L'ipernatriemia è raramente causata da un eccesso di sodio, quanto piuttosto da un deficit relativo di acqua libera nell'organismo. Per questo motivo l'ipernatriemia è spesso sinonimo di disidratazione. A questo proposito è quindi corretta l'affermazione che l'ipernatriemia non è un problema di omeostasi del sodio, ma un problema di deficit di acqua.
L'acqua viene eliminata dall'organismo attraverso vie molteplici, tra cui la normale traspirazione, l'eliminazione di acqua sotto forma di vapore attraverso il respiro, le feci e le urine. Se la quantità di acqua che viene introdotta nell'organismo si riduce al di sotto della quantità di acqua che viene normalmente eliminata, la concentrazione plasmatica di sodio comincia a salire e si può verificare l'ipernatriemia. Raramente l'ipernatriemia può essere dovuta a una ingestione in eccesso di sale, come può avvenire in caso di assunzione di acqua salata (acqua marina) o di un'eccessiva assunzione di sale tramite condimenti e salse.
In genere anche un piccolo aumento della concentrazione di sodio plasmatico al di sopra dei normali valori provoca un'immediata e forte sensazione di sete. Allo stimolo della sete, legato alle variazioni di osmolarità percepite da appositi osmocettori localizzati nell'organo vascolare della lamina terminale (OVLT), il soggetto risponde tramite un incremento di assunzione di acqua libera (ovvero di acqua a basso contenuto di sali, ad esempio l'acqua potabile), e ciò è sufficiente a correggere l'anomalia e ripristinare i valori normali.
In considerazione di quanto sopra riportato è evidente che l'ipernatriemia si verifica più spesso in persone, come i bambini, gli anziani, o coloro che presentano uno stato mentale o fisico alterato, molto spesso in preda a processi infettivi acuti intercorrenti, i quali possono anche avere un meccanismo della sete intatto, ma possono non essere in grado di richiedere o ottenere acqua, molto spesso in situazioni patologiche nelle quali si verifica anche un eccesso di perdite di liquidi.

## Epidemiologia
L'ipernatriemia è un evento meno frequente rispetto all'iponatriemia. Sembra possa interessare meno dell'1% dei soggetti che vengono ricoverati in reparti di terapia intensiva. Nonostante sia un disturbo raro, l'ipernatriemia rappresenta un grave squilibrio elettrolitico, che richiede una adeguata correzione, anche perché gravato da una mortalità estremamente elevata, compresa fra il 40 e il 60%. Il sodio (Na) è infatti è l'elettrolita principale dello spazio extra cellulare (LEC), dal quale dipende quasi interamente l'osmolalità. Pertanto l'ipernatriemia comporta un incremento di iperosmolalità di questo compartimento. L'incremento di osmolalità del volume extra cellulare rispetto al volume intra cellulare (LIC) a sua volta determina uno spostamento di acqua dallo spazio intracellulare verso il LEC, finché la tonicità cellulare si equilibra con il valore presente nel LEC.
Diversi studi indicano che l'ipernatriemia, nei pazienti critici e ricoverati in terapia intensiva, è un fattore di rischio indipendente di mortalità. Sembra inoltre che dei casi di ipernatriemia registrati in ambiente rianimatorio-intensivistico, solo una percentuale limitata (circa il 25%) fosse preesistente all'ammissione in rianimazione.

Non esiste un sesso predominante nel manifestarsi del disturbo, mentre le età più colpite sono quelle estreme, ovvero i soggetti in età pediatrica e gli anziani.

## Eziologia
Le cause più frequenti di ipernatriemia includono tre sottotipi:
- Ipovolemica
Si caratterizza per un'inadeguata introduzione di acqua libera. Il paziente tipico è un anziano o un disabile che non è in grado di assumere acqua in quantità adeguata al senso di sete. Molti soggetti presentano patologie che determinano una perdita di sodio associata a una perdita relativamente maggiore di acqua dall'organismo. Molte di queste cause sono extrarenali.
  - Cause gastrointestinali: vomito, diarrea
  - Cause legate a problemi cutanei: sudorazione eccessiva, perdita di liquidi in corso di ustioni.
  - Cause iatrogene (diuretici dell'ansa)
  - Perdite eccessive di acqua dal tratto urinario, che possono essere causate da glicosuria o altri diuretici osmotici (urea, mannitolo) - questi problemi conducono a una combinazione di perdite di sodio e di acqua libera.
  - Malattie renali intrinseche
- Normovolemica
  - Eccessiva escrezione di acqua da parte dei reni correlata a diabete insipido, ovvero un disturbo che si associa a inadeguata produzione di vasopressina da parte della ghiandola pituitaria - diabete insipido centrale, oppure a una insufficiente risposta del rene alla vasopressina stessa - diabete insipido nefrogenico.
  - Perdite eccessive di acqua dall'apparato respiratorio: tachipnea
  - Perdite eccessive di acqua dalla cute: febbre, sudorazione eccessiva
  - Impossibilità di idratarsi
  - Inadeguato senso della sete (ipodipsia primaria)
  - Disidratazione da assunzione eccessiva di alcol (specie dopo alcune ore)
- Ipervolemica
  - Da assunzione di un fluido ipertonico con un limitato apporto di acqua libera.

Un fluido ipertonico è un liquido che presenta una maggiore concentrazione di soluti rispetto a quella propria dell'organismo. Questa evenienza è relativamente rara, anche se talvolta può verificarsi dopo un'attività rianimatoria particolarmente impegnativa in cui un paziente riceve un grande volume di una soluzione di bicarbonato di sodio concentrata.
  - Nutrizione parenterale totale
  - Eccesso di mineralcorticoidi
  - Tumori del surrene che secernono desossicorticosterone
  - Disturbi psichiatrici

In letteratura sono riportati alcuni casi in cui l'assunzione di soluzioni concentrate di sali di sodio si è verificata a seguito di assunzione da parte di soggetti affetti da psicosi o disturbi depressivi.
- Avvelenamento accidentale

In genere in bambini o anziani debilitati, più raramente negli adulti.
- Assunzione incongrua di sale a scopo emetico.[14][15]

## Clinica

### Segni e sintomi
Come già sopra accennato, i pazienti che più facilmente sviluppano ipernatriemia in ambito extraospedaliero sono generalmente anziani e debilitati, e molto spesso presente affetti da una malattia febbrile acuta intercorrente. Se il paziente non è stato in grado di prevenire lo svilupparsi di ipernatriemia assumendo una adeguata quantità di liquidi per via orale, in genere ciò è dovuto al fatto che vi è uno stato mentale alterato, oppure sono stati sviluppati disturbi che hanno condotto alla disidratazione per un'aumentata escrezione di liquidi (ad esempio il ricorso a una terapia diuretica, diabete mellito in cattivo controllo metabolico, o il verificarsi di vomito e/o diarrea).
Le manifestazioni cliniche dell'ipernatriemia consistono principalmente in: disturbi di tipo cognitivo (letargia, ottundimento, debolezza, irritabilità, ipereccitabilità neuromuscolare, confusione mentale, difficoltà nell'eloquio e disartria, nistagmo, mioclonie, comparsa di convulsioni, edema cerebrale, coma). Frequenti sono anche i segni correlati allo stato di disidratazione e di delezione del volume plasmatico, fra cui alterazioni della pressione arteriosa (rilevabili in particolare in ortostatismo), aumento della frequenza cardiaca (tachicardia), contrazione della diuresi (oliguria), secchezza delle mucose e specialmente di quella orale, cute asciutta e con aspetto secco. Uno dei sintomi principali dell'ipernatriemia è naturalmente la sete, presente in tutti i soggetti, tranne che in quelli affetti da una grave alterazione di questo meccanismo. I soggetti con ipernatriemia si caratterizzano anche per una recente perdita di peso (dovuta alla deplezione dei liquidi) e per una marcata e generalizzata astenia.
I sintomi più gravi si sviluppano con maggiore facilità in soggetti con elevazione acuta della concentrazione di sodio nel plasma, in genere al di sopra di 157 mEq/L.

### Fattori di rischio
Sono diversi i fattori di rischio per lo sviluppo di ipernatriemia e tra questi:
- Età avanzata[18]
- Insufficienza mentale o fisica[19]
- Trattamenti diuretici[20]
- Diabete mellito in cattivo controllo metabolico
- Ospedalizzazione
- Residenza in RSA
- Assistenza sanitaria domiciliare inadeguata[21][22]
- Alterazioni dello stato di coscienza
- Politraumatismi con necessità di ricovero in terapia intensiva[23]
- Alimentazione tramite sondino nasogastrico o PEG[24][25][26]
- Infusione di soluzioni ipertoniche per via endovenosa
- Farmaci sedativi.

### Esami di laboratorio e strumentali
La diagnosi di ipernatriemia si basa semplicemente sul riscontro di una concentrazione plasmatica di sodio superiore a 145 mEq/L.
I pazienti con ipernatriemia debbono essere studiati per individuare la causa della stessa, e in ciò è opportuno ottenere anche i valori di laboratorio di altri elettroliti (in particolare del potassio e del calcio), della funzionalità renale (urea e creatinina), e della glicemia. Gli elettroliti debbono anche essere determinati su campioni di urine (sodio e potassio urinari). È inoltre opportuno ottenere la diuresi delle 24 ore, l'osmolalità plasmatica e urinaria, e le concentrazioni plasmatiche di ormone antidiuretico (ADH o vasopressina).
In un soggetto ipovolemico il riscontro di urina ipertonica, con sodio urinario superiore a 20 mEq/L in genere indica una perdita di liquidi di tipo extrarenale (ad esempio per vomito, diarrea o sudorazione eccessiva). Il riscontro di urina isotonica o ipotonica, con sodio urinario inferiore a 10 mEq/L depone invece a favore di una perdita di liquidi da cause renali (ad esempio secondaria all'utilizzo di diuretici, o per una diuresi di tipo osmotico, o ancora da malattia renale intrinseca).
Nei soggetti con ipernatriemia le urine sono massimamente concentrate (osmolalità urinaria maggiore di 800 mOsm/kg).
La determinazione della osmolalità urinaria permette al clinico di differenziare tra cause non renali di ipernatriemia (vomito, diarrea, ecc.), in cui l'osmolalità urinaria è elevata, da cause renali, che vengono invece suggerite da un'osmolalità urinaria inappropriatamente bassa, generalmente inferiore a 800 mOsm/kg. Nel diabete insipido (centrale, parziale, nefrogenico o gestazionale) l'osmolalità risulta inferiore a 800 mOsm/kg e spesso anche al di sotto dei 300 mOsm/kg.
Si deve tener presente che, oltre a una inevitabile variabilità individuale, la capacità di concentrazione tende a diminuire con l'età e pertanto nei soggetti anziani i valori "normali" di osmolalità urinaria possono essere compresi tra 500 e 700 mOsm/kg, rendendo i valori di riferimento sopra esposti meno attendibili..
Il test di restrizione idrica e somministrazione di vasopressina (ADH) permette la distinzione tra le diverse forme di diabete insipido. Nella forma centrale completa, in condizioni di restrizione idrica, l'osmolalità urinaria è minore di 300 mOsm/L, ma l'osmolalità aumenta in modo deciso dopo la somministrazione di ADH.
Nella forma centrale parziale, l'osmolalità urinaria risulta compresa fra 250 e 750 mOsm/L e dopo la somministrazione di vasopressina incrementa di una percentuale superiore al 10%.
Nella forma nefrogenica, l'osmolalità urinaria massima, sempre in condizioni di restrizione idrica, è in genere compresa fra 300 e 500 mOsm/L e si discosta di poco dai valori di base anche a seguito di stimolazione con vasopressina.
L'esecuzione di una tomografia computerizzata (TC) o di una risonanza magnetica nucleare (RMN) può essere utile in quei pazienti in cui si sospetta un diabete insipido centrale secondario a un trauma oppure a un processo neoplastico interessante l'ipofisi.

## Trattamento
Scopo del trattamento dei pazienti affetti da ipernatriemia è la correzione della disidratazione e delle alterazioni del volume plasmatico, così come dello stato di iperosmolalità.
La correzione dell'ipernatremia deve avvenire con gradualità, avendo come obiettivo una lenta riduzione della concentrazione plasmatica del sodio.
Il ripristino volemico può essere effettuato somministrando acqua per os in tutti i soggetti coscienti, collaboranti, che non presentano problemi di disfagia e il cui assorbimento gastrointestinale risulti adeguato. I pazienti che presentano qualche controindicazione alla reidratazione per bocca (ad esempio a causa di vomito continuo, o disfagia per i liquidi, oppure con alterato stato di coscienza) debbono essere idratati per via endovenosa.
Una correzione troppo repentina dell'ipernatriemia può comportare una situazione di ipoosmolarità dei liquidi extracellulari rispetto all'osmolarita intracellulare (i neuroni cercano infatti di compensare lo stato di ipernatremia cronico incrementando il contenuto citoplasmatico di sostanze organiche ad azione osmotica) e ciò si riflette in un movimento attivo di acqua in direzione del compartimento intracellulare con conseguente edema cerebrale, mielolisi e deficit neurologici permanenti.
La correzione dell'ipernatriemia richiede il calcolo della quantità totale di acqua corporea (TBW - Total Body Water). Ciò avviene semplicemente ricorrendo alla formula:
Quantità in litri acqua organismo (TBW) = 0,6 x kg di peso corporeo

(un soggetto di 70 kg di peso è costituito per circa 42 litri di acqua)
Tuttavia in letteratura medica esistono svariati modi per calcolare il TBW, ciascuno con pregi e difetti.
Il deficit di acqua corporea si calcola nel seguente modo:
Deficit di acqua corporea = TBW x [(concentrazione Na+/140) -1]
La reidratazione va sempre eseguita lentamente nelle 24-72 ore, avendo cura di somministrare circa metà del deficit di acqua corporea calcolato nelle prime 24 ore, e l'ulteriore 50% nelle successive 48 ore. Viene generalmente consigliato di non correggere l'iperosmolalità più di 1 mOsm/kg/ora e la natremia più di 1 mEq/L/ora.
Le formule sopra riportate possono essere un'utile guida alla terapia infusionale, ma non hanno certamente un valore assoluto e non sempre sono in grado di predire il reale deficit d'acqua e i cambiamenti individuali nella concentrazione plasmatica di sodio.
Per la reidratazione possono essere utilizzate le seguenti soluzioni:
| Soluzioni per infusione endovenosa       | Contenuto in sodio (Na+) |
| ---------------------------------------- | ------------------------ |
| Soluzioni di glucosio al 5%              | 0 mmol/L                 |
| Soluzione allo 0,45% di cloruro di sodio | 77 mmol/L                |
| Soluzione di Ringer lattato              | 130 mmol/L               |
| Soluzione di cloruro di sodio allo 0,9%  | 154 mmol/L               |